# Oscoda County
Oscoda County är ett administrativt område i delstaten Michigan, USA. År 2010 hade countyt 8 640 invånare. Den administrativa huvudorten (county seat) är Mio. 

## Geografi
Enligt United States Census Bureau har countyt en total area på 1 481 km². 1 463 km² av den arean är land och 18 km² är vatten.   

### Angränsande countyn
- Montmorency County - norr
- Alpena County - nordost
- Alcona County - öster
- Iosco County - sydost
- Ogemaw County - söder
- Roscommon County - sydväst
- Crawford County - väster
- Otsego County - nordväst